# Chiesa di San Giovanni Battista (San Giovanni Lupatoto)
La chiesa di San Giovanni Battista, nota anche come chiesa di San Giovanni Battista in Nativitate, è la parrocchiale di San Giovanni Lupatoto, in provincia e diocesi di Verona; fa parte del vicariato di Verona Sud.

## Storia
La primitiva chiesa di San Giovanni Lupatoto fu costruita probabilmente nel XIII secolo ed era, originariamente, filiale della pieve di Zevio; successivamente passò sotto la giurisdizione della pieve di Villafranca, per poi venir eretta in parrocchia autonoma nel XV secolo, anche se l'influenza della suddetta pieve terminerà definitivamente nel 1533. L'attuale parrocchiale venne edificata tra il 1765 ed il 1773 in stile neoclassico e, contestualmente, fu sopraelevato il campanile. La consacrazione venne impartita dal vescovo di Verona Giovanni Morosini nel 1775. Nel 1832 l'abside fu ingrandita e, tra il 1910 ed il 1912, la chiesa subì un importante lavoro di ampliamento. Infine, nel 1954 fu eseguito da Agostino Pegrassi l'affresco raffigurante i Quattro Evangelisti.